# Ruben Loftus-Cheek
Ruben Loftus-Cheek (Lewisham (Londen), 23 januari 1996) is een Engels voetballer die doorgaans als centrale middenvelder speelt. Hij verruilde Chelsea in juli 2023 voor AC Milan. Loftus-Cheek debuteerde in 2017 in het Engels voetbalelftal.

## Clubcarrière
Loftus-Cheek is de halfbroer van voormalig voetballer Carl Cort  en stroomde in 2014 door vanuit de jeugd van Chelsea. Hiervoor maakte hij op 10 december 2014 zijn officiële debuut, in de zesde en laatste groepswedstrijd van de UEFA Champions League dat jaar, thuis tegen Sporting Lissabon. Hij mocht toen van trainer José Mourinho na 83 minuten invallen voor Cesc Fàbregas. Chelsea won met 3-1.

## Clubstatistieken
| Seizoen | Club             | Competitie     | Competitie | Competitie | Beker | Beker | Europa | Europa | Totaal | Totaal |
| Seizoen | Club             | Competitie     | Wed.       | Dlp.       | Wed.  | Dlp.  | Wed.   | Dlp.   | Wed.   | Dlp.   |
| ------- | ---------------- | -------------- | ---------- | ---------- | ----- | ----- | ------ | ------ | ------ | ------ |
| 2014/15 | Chelsea          | Premier League | 3          | 0          | 0     | 0     | 1      | 0      | 4      | 0      |
| 2015/16 | Chelsea          | Premier League | 13         | 1          | 3     | 1     | 1      | 0      | 17     | 2      |
| 2016/17 | Chelsea          | Premier League | 6          | 0          | 5     | 0     | 0      | 0      | 11     | 0      |
| 2017/18 | → Crystal Palace | Premier League | 24         | 2          | 1     | 0     | -      | -      | 25     | 2      |
| 2018/19 | Chelsea          | Premier League | 24         | 6          | 5     | 0     | 11     | 4      | 40     | 10     |
| 2019/20 | Chelsea          | Premier League | 7          | 0          | 2     | 0     | 0      | 0      | 9      | 0      |
| 2020/21 | Chelsea          | Premier League | 1          | 0          | 0     | 0     | 0      | 0      | 1      | 0      |
| 2020/21 | → Fulham         | Premier League | 30         | 1          | 2     | 0     | -      | -      | 32     | 1      |
| 2021/22 | Chelsea          | Premier League | 24         | 0          | 8     | 1     | 8      | 0      | 40     | 1      |
| 2022/23 | Chelsea          | Premier League | 25         | 0          | 1     | 0     | 7      | 0      | 33     | 0      |
| 2023/24 | AC Milan         | Serie A        | 29         | 6          | 1     | 0     | 10     | 4      | 40     | 10     |
| 2024/25 | AC Milan         | Serie A        | 4          | 0          | 0     | 0     | 0      | 0      | 4      | 0      |
| TOTAAL  | TOTAAL           | TOTAAL         | 190        | 16         | 28    | 2     | 38     | 8      | 256    | 26     |

## Interlandcarrière
Loftus-Cheek debuteerde in 2017 in het Engels voetbalelftal. Hij maakte een jaar later deel uit van de Engelse selectie tijdens het WK 2018 in Rusland.. Hierop speelde hij tegen Tunesië, Panama en België, waarna hij tijdens de achtste, kwart- en halve finale op de bank bleef. De (met 2–0 verloren) wedstrijd om de derde plaats - wederom tegen België - speelde hij weer bijna helemaal.

## Erelijst
| UEFA Europa League  | 1x | 2018/19          |
| UEFA Super Cup      | 1x | 2021             |
| FIFA Club World Cup | 1x | 2021             |
| Premier League      | 2x | 2014/15, 2016/17 |

2 Calabria  ·
4 Bennacer ·
7 Giménez ·
8 Loftus-Cheek ·
9 Jović ·
10 Leão ·
11 Pulisic ·
14 Reijnders ·
16 Maignan ·
17 Okafor ·
18 Zeroli ·
19 Hernández ·
20 Jiménez ·
21 Chukwueze ·
22 Emerson ·
23 Tomori ·
24 Florenzi ·
28 Thiaw ·
29 Fofana ·
31 Pavlović ·
42 Terracciano ·
46 Gabbia ·
57 Sportiello ·
80 Musah ·
90 Abraham ·
96 Torriani ·
Coach: Fonseca
· Assistent-coach: Ferreira
1 Butland ·
2 Walker ·
3 Rose ·
4 Jones ·
5 Stones ·
6 Cahill ·
7 Sterling ·
8 Henderson ·
9 Vardy ·
10 Kane  ·
11 Welbeck ·
12 Trippier ·
13 Pickford ·
14 Lingard ·
15 Maguire ·
16 Delph ·
17 Dier ·
18 Young ·
19 Loftus-Cheek ·
20 Alli ·
21 Alexander-Arnold ·
22 Rashford ·
23 Pope ·
Coach: Tuchel